# Ломтевский сельсовет
Ломтевский сельсовет — упразднённая административно-территориальная единица, существовавшая на территории Рязанской губернии и Московской области до 1939 года.
Ломтевский сельсовет был образован в первые годы советской власти. В конце 1920-х годов он входил в состав Зарайской волости Зарайского уезда Рязанской губернии.
В 1929 году Ломтевский с/с был отнесён к Зарайскому району Коломенского округа Московской области.
17 июля 1939 года Ломтевский с/с был упразднён. При этом селение Ломтево было передано в Трасненский с/с, а селения Гремячево-1, Гремячево-2 и усадьба совхоза имени Кагановича были переданы в новообразованный Черневский с/с.